# NGC 5220
NGC 5220 (другие обозначения — ESO 383-36, MCG -5-32-46, IRAS13330-3311, PGC 47972) — спиральная галактика (Sa) в созвездии Центавр.
Этот объект входит в число перечисленных в оригинальной редакции «Нового общего каталога».